# ZiU–10
A ZiU–10, más néven ZiU–6205 (oroszul ЗиУ–10 / ЗиУ–6205) egyike a szovjet Zavod imenyi Urickovo trolibuszgyár által gyártott csuklós trolibuszoknak. Sorozatgyártása 1986 és 2008 között zajlott le, több mint 1000 darab készült a típusból; a kocsikat Argentínában, Bulgáriában, Fehéroroszországban, Görögországban, Kirgizisztánban, Szerbiában, a Szovjetunióban (majd Oroszországban), Türkmenisztánban, Ukrajnában és Üzbegisztánban állították forgalomba. Bár 1972-ben felmerült, hogy a BKV 60 darabot vásárol belőlük, végül az Ikarus 280T trolik térhódítása miatt Magyarországon egyik közlekedési céghez sem került a típusból, azonban szóló változata (a ZiU–9-es) közlekedett a budapesti, a szegedi és a debreceni hálózat vonalain is.

## Fordítás
- Ez a szócikk részben vagy egészben  a(z)   ЗиУ-10 című orosz Wikipédia-szócikk ezen változatának fordításán alapul.  Az eredeti cikk szerkesztőit annak laptörténete sorolja fel. Ez a jelzés csupán a megfogalmazás eredetét és a szerzői jogokat jelzi, nem szolgál a cikkben szereplő információk forrásmegjelöléseként.